# Looking for a Home
Looking For a Home – album Odetty wydany w roku 2001.

## Utwory
1. Goodnight, Irene – 4:59
2. You Don't Know My Mind – 4:32
3. Mother’s Blues (Little Children Blues) – 3:47
4. When I Was a Cowboy – 3:12
5. In the Pines – 4:04
6. How Long – 4:30
7. Bourgeois Blues – 4:33
8. Alabama Bound – 7:21
9. Roberta– 5:36
10. New Orleans – 4:43
11. Jim Crow Blues – 3:18
12. Rock Island Line – 3:02
13. Julie Anne Johnson – 2:48
14. Easy Rider – 5:11
15. Midnight Special – 4:36